# Orgelkaktus
Orgelkaktus (Stenocereus thurberi) är en art i familjen kaktusväxter från sydcentrala USA och nordvästra Mexiko. Unga exemplar kan odlas som krukväxt i Sverige.

## Synonymer
subsp. thurberi
Cereus thurberi . Engelm.
Lemaireocereus thurberi (Engelm.) Britton & Rose
Marshallocereus thurberi (Engelm.) Backeb.
Neolemaireocereus thurberi (Engelm.) Backeb.
Pilocereus thurberi (Engelm.) Rümpler
Rathbunia thurberi (Engelm.) P.V.Heath
Rathbunia thurberi f. cristata P.V.Heath
Rathbunia thurberi f. dichotoma P.V.Heath
Stenocereus thurberi (Engelm.) Buxb.
Stenocereus thurberi f. cristatus (P.V.Heath) P.V.Heath
Stenocereus thurberi f. dichotomus (P.V.Heath) P.V.Heath

subsp. littoralis (K.Brandegee) N.P.Taylor
Cereus littoralis (K.Brandegee) H.E.Gates
Cereus thurberi var. littoralis K.Brandegee
Cereus thurberii var. littoralis K.Brandegee
Lemaireocereus littoralis (K.Brandegee) H.E.Gates
Lemaireocereus thurberi var. littoralis (K.Brandegee) G.E.Linds.
Marshallocereus thurberi var. littoralis (K.Brandegee) Backeb.
Rathbunia thurberi var. littoralis (Brandegee) P.V.Heath
Stenocereus littoralis (K.Brandegee) L.W.Lenz
Stenocereus thurberi var. littoralis (K.Brandegee) Bravo

## källor
- Svensk kulturväxtdatabas, SKUD - Orgelkaktus
- Plantae.se